# Macrosolen bibracteolatus
Macrosolen bibracteolatus är en tvåhjärtbladig växtart som först beskrevs av Henry Fletcher Hance, och fick sitt nu gällande namn av Danser. Macrosolen bibracteolatus ingår i släktet Macrosolen och familjen Loranthaceae. Inga underarter finns listade i Catalogue of Life.